# Entoloma austroprunicolor
Entoloma austroprunicolor es una especie de hongo agárico de la familia Entolomataceae. Descrita como nueva para la ciencia en 2007, se encuentra en Tasmania, donde fructifica en el suelo de bosques esclerófilos húmedos a finales de primavera y principios de invierno (normalmente entre enero y marzo). Los cuerpos fructíferos (setas) tienen sombreros de color púrpura rojizo de hasta 5 cm (2,0 pulgadas) de diámetro sostenidos por estipes blanquecinos de 3-7,5 cm (1,2-3,0 pulgadas) de largo por 0,2-0,6 cm (0,1-0,2 pulgadas) de grosor. En la parte inferior del sombrero, las aglomeraciones de láminas son inicialmente blancas antes de volverse rosadas a medida que maduran las esporas.

## Taxonomía
La especie fue descrita formalmente por primera vez en 2007 por la micóloga australiana Genevieve Gates y el micólogo holandés Machiel Noordeloos, a partir de recolecciones realizadas en Tasmania, Australia. El epíteto específico austroprunicolor deriva del prefijo latino austro-, que significa «sur», y de la palabra latina prunicolor, que significa «color ciruela». La colección tipo se realizó en enero de 2002 en Kermandie Falls, cerca de Geeveston, en el sur de Tasmania. La especie se descubrió como resultado de una intensa investigación de campo, llevada a cabo por Gates y David Ratkowsky, que comenzó en 1998. Al darse cuenta de que muchas especies de Entolomataceae de Tasmania estaban sin describir, ellos y sus colaboradores publicaron una serie de artículos documentando los nuevos hongos.
Dentro del género Entoloma, el hongo se clasifica en el subgénero Leptonia, sección Cyanula debido a su hábito general, hifas sin fíbula (clampless) y abundantes gránulos de pigmento. Noordeloos y Gates lo sitúan en el estípite (agrupación de especies afines dentro de un género) Austroprunicolor, caracterizado por hongos con un sombrero de color rosa violáceo o azul que contrasta con un estipe pulido, blanquecino y pálido.

## Características
El sombrero mide de 1 a 5 cm de diámetro y es convexo o umbonado (con una elevación central redondeada parecida a un pezón). De joven es de color púrpura azulado antes de enrojecer a un púrpura rojizo y finalmente desvanecerse a un color más gris violáceo. La textura de la superficie del sombrero es inicialmente fibrillosa (formada por fibras sueltas) a velutinosa (formada por «pelos» cortos y finos que forman una superficie aterciopelada), y luego se rompe en pequeñas escamas fibrillosas dispuestas radialmente a medida que madura. El margen del sombrero se curva hacia abajo. Las láminas están muy juntas, miden hasta 6 mm de ancho y están adheridas al estipe. Al principio son blancas, antes de teñirse de rosa por las esporas en desarrollo. El estipe cilíndrico y delgado mide 3-7,5 cm de largo y 0,2-0,6 cm de ancho, con una base ligeramente más gruesa. Es seco y quebradizo, hueco y blanco o casi blanco. La carne es morada en el sombrero y blanca en el pie. El olor y el sabor son indistintos, aunque este último se ha descrito como picante o parecido al rábano. Se desconoce si es comestible.
La huella de la espora es de color rosa, y las esporas miden 10-13 por 6-9 μm. Son heterodiamétricas (con diferentes diámetros en diferentes direcciones), poseyendo entre 6 y 8 ángulos pronunciados. Los basidios (células portadoras de esporas) tienen cuatro esporas, carecen de pinzas y miden 33-40 por 9-14 μm. Situados en el borde de la lámina, los queilocistidios, poco visibles y de paredes finas, miden 20-30 por 5-9 μm y tienen formas que van desde cilindros irregulares a garrotes estrechos o frascos. La cutícula del sombrero está dispuesta en forma de cutis (con hifas dobladas que corren paralelas a la superficie del sombrero) a tricodermo (donde las hifas más externas emergen aproximadamente paralelas, perpendiculares a la superficie del sombrero), que comprende hifas cilíndricas a infladas de hasta 20 μm de ancho. El tejido del sombrero está formado por hifas cilíndricas estrechas de 4,5-9 μm de diámetro. Contienen gránulos que tienen un pigmento púrpura-marrón. La cutícula del estípite está formada por hifas cilíndricas sueltas de 2-7 μm. Las conexiones en pinza están ausentes de las hifas.

### Especies similares

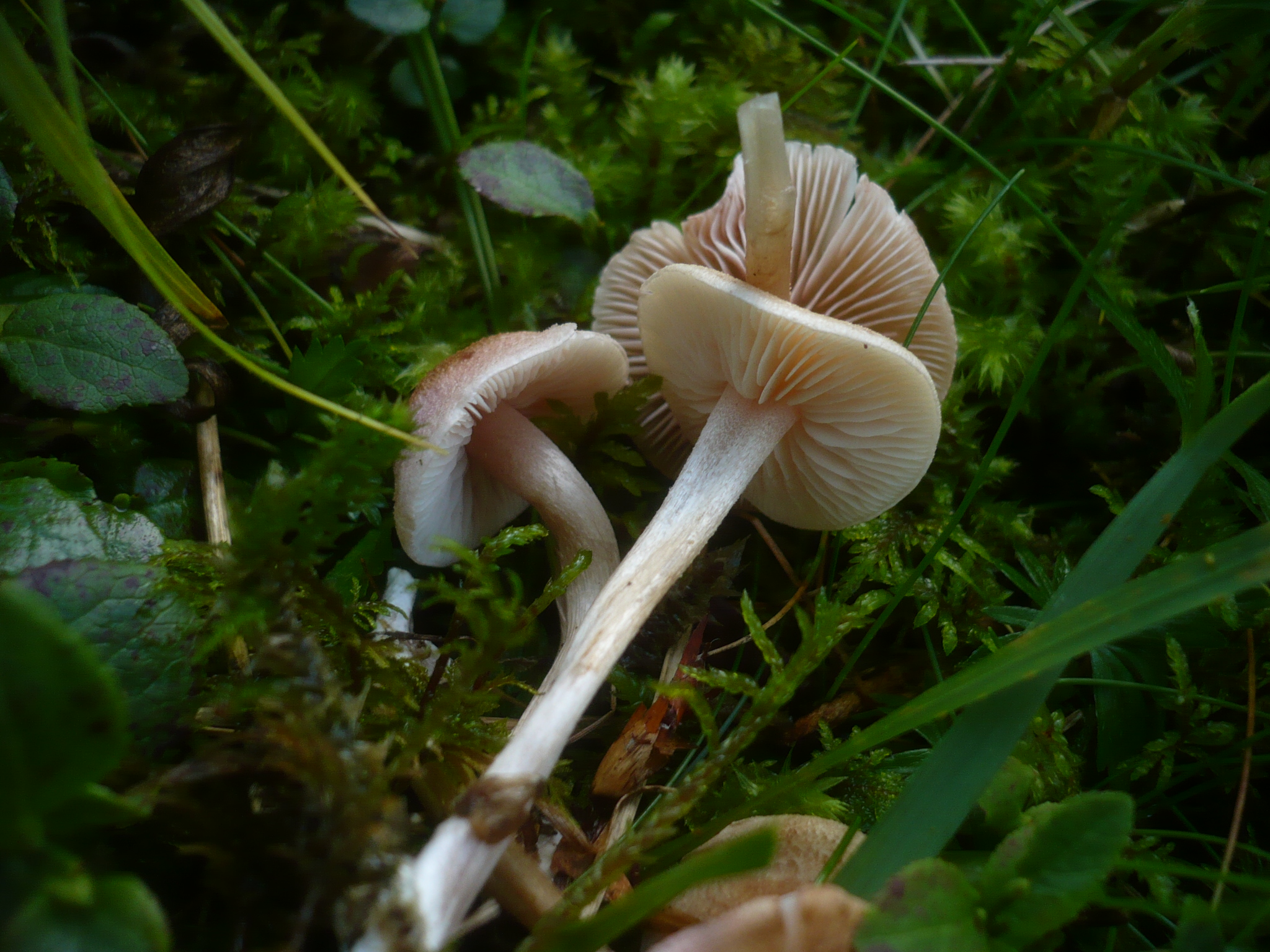
Entoloma queletii

Entoloma austroprunicolor se parece a la especie europea E. queletii, pero el sombrero de esta última especie es de color ocre y tiene un estipe fibriloso blanco. Microscópicamente, el borde de sus láminas presentan queilocistidios bien diferenciados.

## Hábitat y distribución
Entoloma austroprunicolor es un hongo común de los bosques esclerófilos húmedos de Tasmania. La fructificación se produce desde finales de primavera hasta principios de invierno, registrándose la mayoría de los cuerpos fructíferos entre los meses de enero a marzo. En un estudio sobre la distribución de las especies de hongos en esta zona, se descubrió que sólo se da en bosques maduros o no talados.